# La Collancelle
La Collancelle ist eine französische Gemeinde mit 161 Einwohnern (Stand: 1. Januar 2022) im Département Nièvre in der Region Bourgogne-Franche-Comté. Sie gehört zum Arrondissement Clamecy und zum Kanton Corbigny. 

## Geographie
La Collancelle liegt etwa 65 Kilometer südsüdwestlich von Auxerre am Canal du Nivernais. Umgeben wird La Collancelle von den Nachbargemeinden von Pazy im Norden, Sardy-lès-Épiry im Osten und Nordosten, Achun im Süden und Südosten, Bazolles im Süden und Westen sowie Vitry-Laché im Westen und Nordwesten.

## Bevölkerungsentwicklung
| Jahr                       | 1962 | 1968 | 1975 | 1982 | 1990 | 1999 | 2006 | 2011 | 2016 |
| Einwohner                  | 280  | 225  | 177  | 189  | 209  | 178  | 170  | 179  | 178  |
| Quellen: Cassini und INSEE |      |      |      |      |      |      |      |      |      |

## Sehenswürdigkeiten
- Kirche Saint-Sulpice aus dem 13. Jahrhundert

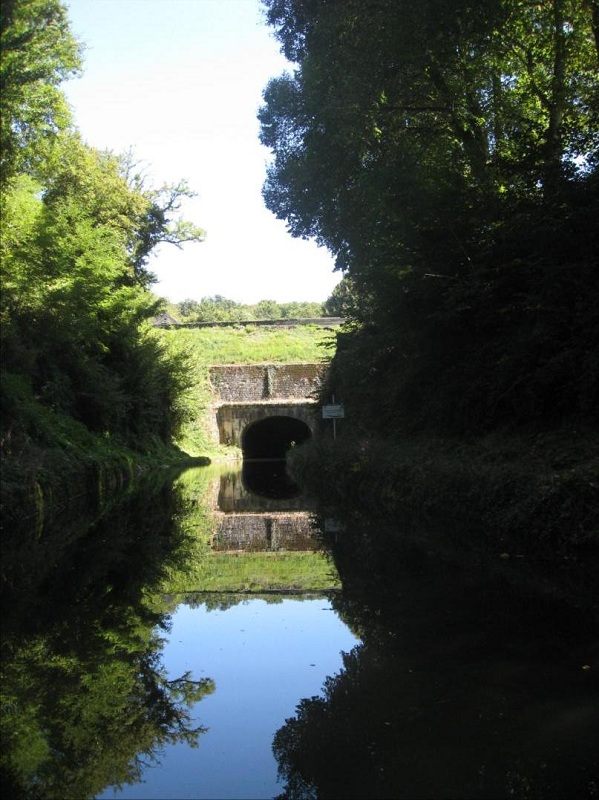
Kanaltunnel von La Collancelle

- Kanaltunnel bei La Collancelle